# Chengxi
För andra betydelser, se Chengxi (olika betydelser).
Chengxi är ett stadsdistrikt i Xining i Qinghai-provinsen i västra Kina.